# Mohoneras
Mohoneras es una localidad del estado mexicano de Guerrero. Es parte del municipio de Chilpancingo de los Bravo.

## Demografía
| Gráfica de evolución demográfica |
|                                  |

| Censo | Población |
| ----- | --------- |
| 1900  | 119       |
| 1910  | 132       |
| 1921  | 207       |
| 1930  | 197       |
| 1940  | 167       |
| 1950  | 207       |
| 1960  | 345       |
| 1970  | 723       |
| 1980  | 844       |
| 1990  | —         |
| 2000  | 1 392     |
| 2010  | 1 777     |
| 2020  | 1 844     |